# Vignée
Vignée est un petit village de Belgique situé dans la commune de Rochefort en Région wallonne dans la province de Namur.
Il se trouve à mi-chemin entre Wanlin à l’ouest et Ciergnon au nord-est, à l’intérieur d’un méandre de la Lesse (un affluent de la Meuse) qui le borde au sud. Il est également bordé à l’ouest par l’autoroute A4/E411 et traversé du côté est par la route nationale 94, ces deux routes se croisant un kilomètre au nord au niveau de la sortie 22 de l’autoroute.

## Curiosité
- L’hôtel-château